# Styrax pefrit
Styrax pefrit är en storaxväxtart som beskrevs av B. Wallnöfer. Styrax pefrit ingår i släktet Styrax och familjen storaxväxter. Inga underarter finns listade i Catalogue of Life.